# Artikel 50 (politieke partij)
Artikel 50 was een Nederlandse politieke partij. De partij werd in 2012 opgericht door oud-PVV'er Daniël van der Stoep en ging in januari 2015 op in VNL. De naam van de partij verwijst naar artikel 50 in het Verdrag van Lissabon, dat voorziet in een procedure om uit te treden uit de Europese Unie.

## Geschiedenis
Daniël van der Stoep werd in 2009 namens de PVV verkozen in het Europees Parlement. In augustus 2011 leverde hij zijn zetel in, nadat hij onder invloed een aanrijding had veroorzaakt in Den Haag. In december 2011 kreeg Nederland via het verdrag van Lissabon een extra zetel in het Europees Parlement, die werd toegewezen aan de PVV. Van der Stoep was de eerst beschikbare kandidaat op de lijst, maar de overige fractieleden weigerden een terugkeer van Van der Stoep. Hierop eiste Van der Stoep de zetel op en keerde terug in het parlement als onafhankelijk lid. In 2012 richtte Van der Stoep de partij Artikel 50 op, om zijn politieke carrière voort te zetten.
Artikel 50 was, via lokale afdelingen, actief op gemeentelijk niveau. Bij de gemeenteraadsverkiezingen van 2014 behaalde de partij een zetel in Weesp. Hier wist zij zich in de kijker te spelen door de verkiezingsbelofte een referendum uit te schrijven over de komst van een moskee in de stad.
Artikel 50 deed als eurosceptische partij mee aan de Europese Parlementsverkiezingen 2014. Er werd geen zetel behaald. Het aantal stemmen bedroeg 24.069.  In januari 2015 ging de partij op in VNL, een politieke partij die werd opgericht door Louis Bontes en Joram van Klaveren, die zich eveneens hadden afgescheiden van de PVV.

## Verkiezingsuitslagen
| Europees Parlement | Lijsttrekker         | Kandidatenlijst | Stemmen | %      |
| ------------------ | -------------------- | --------------- | ------- | ------ |
| 2014               | Daniël van der Stoep | Kandidatenlijst | 24.069  | 0,51 % |

| Gemeenteraad | Zetels    | Lijsttrekker     | Stemmen | %     |
| ------------ | --------- | ---------------- | ------- | ----- |
| 2014         | 1 (Weesp) | Gerton van Unnik | 475     | 5,99% |